# خليل بن الغازي القزويني
الشيخ خليل بن الغازي القزويني (1001 هـ - 1089 هـ). هو رجل دين وفقيه شيعي فارسي كان على علاقة جيده مع الشاه عباس الصفوي حتى ذكر بعض الكُتّاب والمؤرّخين أنه قد كتب شرحه الفارسي على كتاب الكافي المعنون بعنوان الصافي في شرح الكافي؛ ألّفه بأمر الشاه نفسه. وقد كان أخبارياً متشدداً تجاه الأصولية والأصوليين. وهو موثقٌ عند بعض من ترجموا له، كالحر العاملي،(1) وهناك من انتقده بسبب مواقفه المتشددة ضد الأصولية.

## دوره في انقسام شيعة قزوين
ينقل أن أهل قزوين - وكُلُّهم من الشيعة - كانوا منقسمين في القرن الثاني عشر الهجري إلى فريقين: أخباريين، وأصوليين. وكان للأخباريين القوة والغلبة في المدينة، وكان خليل القزويني رأس الأخبارية الذين كانوا تلامذته وأنصاره. أما الأصوليون فقد كانوا بقيادة محمد الملائكة، وكان يفصل بين الفريقين نهر السوق رودخانه بازار، فالقسم الغربي من المدينة كان للأخباريين، والقسم الشرقي كان للأصوليين. وإن الصراع بين الفريقين كان عنيفاً حتى أن الطالب الأخباري كان لا يحمل مؤلفات الأصوليين إلا بمنديل حتى لا تتنجس يده من ملامسة جلد الكتاب اليابس. وقد زار قزوين في تلك الفترة المُحدّث الأخباري المعتدل يوسف البحراني، وقد جرى بينه وبين الشيخ محمد الملائكة مناظرة في اجتماع كبير بمحضر من علماء الفريقين اشترك فيها الجميع. وكان من نتيجة هذا الاجتماع وما جرى فيه حدوث بلبلة عظيمة في قزوين، أخذت تتوسع وتتصاعد حتى عمت سواد الناس من الفريقين. وقد أدت إلى هجوم الأخباريين على دار الشيخ محمد الملائكة لاغتياله فلم يظفروا به، ولكن احترقت داره وفيها مكتبته.

## الأساتذة
- البهائي
- المحقق الداماد

## التلامذة
| - محمد بن الحسن القزويني. - المولى رفيع الدين محمد بن فتح الله الواعظ القزويني. - علي أصغر ابن المولى محمد بن يوسف القزويني. - المولى محمد مؤمن بن شاه قاسم السبزواري. | - مولانا محمد يوسف القزويني محمد يوسف بن بهلوان صفر القزويني. - المولى شرف الدين الحاج محمد بن محمد مجذوب التبريزي. - المولى محمد تقي بن حيدر على الزنجاني. - الفيض الكاشاني. |

## مؤلفاته
| - شرح العدة في الأصول. - رسالة الجمعة. - حاشية مجمع البيان. - الرسالة النجفية. - الرسالة القمية. | - المجمل في النحو. - رموز التفاسير الواقعة في الكافي والروضة. ضبط آغا بزرگ الطهراني اسم الكتاب في ذريعته بهذا العنوان رموز التفاسير الواردة عن الأئمة الصادقين الواقعة في الكافي والروضة. - الصافي في شرح الكافي. شرحٌ باللغة الفارسية على كتاب الكافي. - الشافي في شرح الكافي. شرحٌ باللغة العربية على كتاب الكافي. |

## الهوامش
- 1 - ذكره الحر العاملي في أمل الآمل وقال عنه: ”فاضل عالم علامة حكيم متكلم محقق مدقق فقيه محدث ثقة ثقة جامع للفضائل ماهر معاصر“.[1]